# Bezimenne, Kozeatîn
Bezimenne (în ucraineană Безіменне) este localitatea de reședință a comunei Bezimenne din raionul Kozeatîn, regiunea Vinnița, Ucraina.

## Demografie
Componența lingvistică a localității Bezimenne
     Ucraineană (98,64%)
     Rusă (1,36%)
Conform recensământului din 2001, majoritatea populației localității Bezimenne era vorbitoare de ucraineană (98,64%), existând în minoritate și vorbitori de rusă (1,36%).